# Le Théâtre et son double
Le Théâtre et son double est une série d'essais écrite par Antonin Artaud et publiée en 1938 dans laquelle il développe le concept de théâtre de la cruauté.
Le livre consiste en une série de courts « essais » exaltés, à la forme poétique très libre. Certains de ces essais sont tirés de conférences, et même de lettres, adressées, entre autres, à Jean Paulhan, André Gide et Marc Bloch. Malgré le titre de l'œuvre, le théâtre de la cruauté n'est traité en tant que tel que durant quelques pages ; mais l'ensemble du livre, tant par le fond que par la forme, prépare, justifie, et offre un contexte à celui-ci. D'autres thèmes sont donc abordés, certains dans le domaine du théâtre, mais aussi d'autres comme Dieu ou la sexualité.
Cet ouvrage est notamment connu pour avoir décrit le théâtre comme une « réalité virtuelle ». Certains lui attribuent l'origine de cette expression.

## Chapitrage
- Le théâtre et la culture
- Le théâtre et la peste
- La mise en scène et la métaphysique
- Le théâtre alchimique
- Sur le théâtre balinais
- Théâtre oriental et théâtre occidental
- En finir avec les chefs-d'oeuvre
- Le théâtre et la cruauté
- Le théâtre de la cruauté (Premier manifeste)
- Lettres sur la cruauté
- Lettre sur le langage
- Le théâtre de la cruauté (Second manifeste)
- Un athlétisme affectif
- Deux notes[2]

## Résumé

### Le théâtre et la culture
Dans ce premier chapitre, Antonin Artaud explique la nécessité de la culture, qu'il ne faut pas distinguer de la civilisation, pour le théâtre. Cet art doit « extraire de ce que l’on appelle la culture, des idées dont la force vivante est identique à celle de la faim ». Il s'agit donc, selon lui, d'exprimer le rapport primordial des hommes avec le monde. Dans ce chapitre, Artaud exprime aussi sa volonté d'un théâtre total, qui se nourrit de toutes les formes d'expressions : « gestes, sons, paroles, feus, cris ».

### Le théâtre et la peste
Dans ce chapitre, tiré d'une conférence qu'il a réalisé à la Sorbonne le 6 avril 1933, Artaud compare la peste qui sévit à Marseille en 1720 avec l'art du théâtre. Après une description des effets de la maladie, il affirme notamment que le théâtre, comme la peste, doit libérer tout ce que l'homme refoule, il doit être la « poussée vers l’extérieur d'un fond de cruauté latente ». Le théâtre doit aussi montrer tout le déploiement du mal, comme dans les grands Mythes qui « sont noirs ».

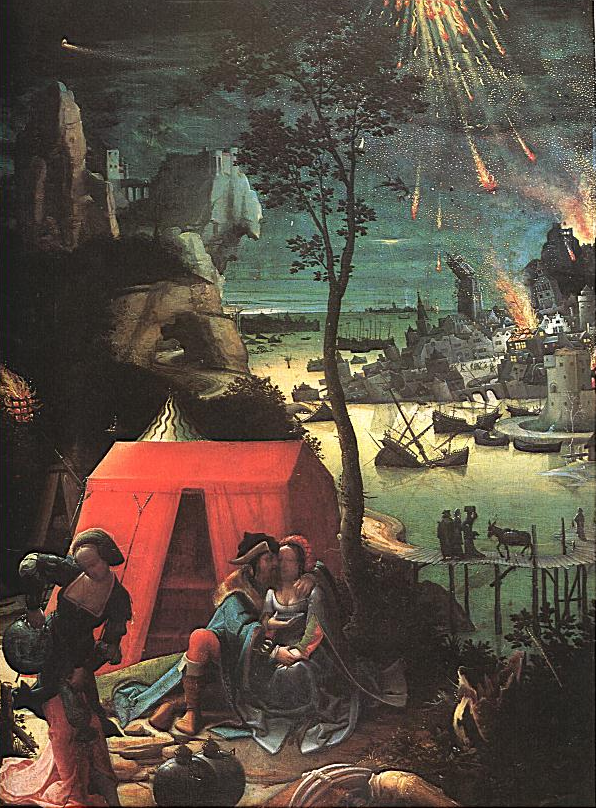
Détail du tableau décrit par Artaud qui s'appelle en réalité Loth et ses filles et dont l'attribution est incertaine.

### La mise en scène et la métaphysique
Dans ce texte tiré d'une conférence réalisée à la Sorbonne le 10 décembre 1931, Artaud décrit longuement un tableau, Les Filles de Loth (bien que le véritable titre soit Loth et ses filles). C'est à partir de l'analyse de ce tableau qu'il explique ce qu'il recherche dans la métaphysique théâtrale. Il définit cette métaphysique par le fait de « tirer les conséquences poétiques extrêmes [des] moyens de réalisation » théâtraux et de « les considérer par rapport à toutes les façons qu'ils peuvent avoir de se rencontrer avec le temps et avec le mouvement ».

### Le théâtre alchimique
Cette partie avait d'abord été publiée à Buenos Air en espagnol sous le titre el Theatro alquimico en 1932. Artaud y compare l'alchimie et le théâtre, affirmant que ces deux pratiques sont liées. L'alchimie recherche par des symboles à être le double des autres sciences, le théâtre est « comme le Double [d'une] réalité [qui] n'est pas humaine mais inhumaine, et l'homme avec ses mœurs ou son caractère y compte, il faut le dire, pour fort peu ». Artaud explique ensuite son idéal d'un théâtre primitif se concentrant autour d'un drame essentiel qui « est à l'image de quelque chose de plus subtil que la Création elle-même ». Il évoque les Mystères Orphiques et les Mystères d'Eleusis, qui, selon lui, accomplissaient cet idéal.

### Sur le théâtre balinais
Dans ce chapitre, l'auteur évoque son expérience du théâtre balinais. Il considère ce théâtre comme la réalisation scénique concrète d'un idéal théâtral que l'occident n'a fait que théoriser sans le réaliser. Ce modèle scénique « remet le théâtre à son plan de création autonome et pur sous le plan de l'hallucination et de la peur ». Puis, il décrit tous les aspects du théâtre balinais qu'il estime être cruciaux.

### Théâtre oriental et théâtre occidental
Artaud distingue deux forme de théâtre. La première, dite occidentale, représente le théâtre européen qui « a partie liée avec le texte et se trouve limité par lui ». Il l'oppose au théâtre dit oriental, qu'il associe principalement au théâtre balinais, « où le théâtre est contenu dans les limites de tout ce qui peut se passer sur une scène, indépendamment du texte écrit ». Artaud développe ensuite la place de la parole dans ces deux types de théâtre. Il condamne le théâtre européen qui s'est enfermé dans une narration psychologique lors même que le théâtre est avant tout « plastique et physique ». Il souhaite ainsi un théâtre où la parole « se combine avec tout ce que le théâtre contient de spatial et de significations dans le domaine concret ».

### En finir avec les chefs-d’œuvre
Dans cette partie, Artaud condamne les chefs-d’œuvre qui, en plus d'appartenir au passé, « sont réservés à une soi-disant élite, et que la foule ne comprend pas ». Il prône dès lors un théâtre accessible à tous, qui puisse toucher les problèmes de tous, qui ne soit pas « fermé, égoïste et personnel ». Ce théâtre est un théâtre de la cruauté, il ne faut pas entendre par là un théâtre sur la violence que peuvent exercer les hommes. Ce théâtre traite de la cruauté « beaucoup plus terrible et nécessaire que les choses peuvent exercer contre nous. Nous ne sommes pas libres. [...] Et le théâtre est fait pour nous apprendre d'abord cela ». Ce théâtre doit parvenir à communiquer grâce à un langage symbolique avec l'organisme. Concrètement, il « propose un théâtre où des images physiques et violentes broient et hypnotisent la sensibilité du spectateur pris dans un théâtre comme dans un tourbillon extérieur ».

### Le théâtre et la cruauté
Dans ce court texte, Artaud redéfinit son approche du théâtre de la cruauté. Ce dernier doit réveiller les spectateurs du sommeil dans lequel le théâtre psychologique a endormi leur sensibilité. Il souhaite ainsi un théâtre qui agisse à partir de sentiments fondamentaux, car « tout ce qui est dans l'amour, dans le crime, dans la guerre ou dans la folie, il faut que le théâtre nous le rende, s'il veut retrouver sa nécessité ». Pour s'éloigner des sentiments banals de la vie de tous les jours, pour retrouver leur plus grande force, il affirme qu'il faut « un spectacle qui, sans recourir aux images expirées des vieux mythes, se révèle capable d'extraire les forces qui s'agitent en eux ». Il faut aussi que cette action soit compréhensible par tous, et donc, connue de tous. Mais à la fin, Artaud exprime son doute de voir ce théâtre se réaliser à Paris.

### Le théâtre de la cruauté (Premier manifeste)
Ce texte est le premier manifeste du théâtre de la cruauté qui a été publié dans le 229e numéro de la Nouvelle Revue Française le 1er octobre 1932. Dans ce texte, après une brève présentation des éléments évoqués dans les précédents chapitres (nécessité d'un théâtre métaphysique, abandon des textes figés et sacralisés et transformation du rôle de la parole), une partie appelée « Technique » propose une définition du théâtre en lui-même. Il est défini comme « un moyen d'illusion vraie [en] fournissant aux spectateurs des précipités véridiques de rêves, où son goût du crime, ses obsessions érotiques, sa sauvagerie, ses chimères, son sens utopique de la vie des choses, son cannibalisme même, se débondent, non pas sur un plan supposé et illusoire, mais intérieur ». Puis dans une partie appelée « Les Thèmes », il évoque rapidement la nécessité d'une profondeur symbolique.
Dans la deuxième moitié du manifeste, Artaud développe chacun des aspects du théâtre en les définissant dans des sous-parties. La première sur « Le Spectacle » expose son envie d'un théâtre total. Puis, dans « La Mise en scène », il explique qu'il faudrait que le metteur en scène et le dramaturge soient une seule et même personne. Dans « Le langage de la scène » il souligne la nécessité de réinventer le langage comme expression musicale et symbolique. Dans « Les Instruments de musique » Artaud explique qu'il faut créer des sons nouveaux avec des instruments existants ou non et considérés comme des objets appartenant au décor. Dans « La Lumière - Les Éclairages » il exprime son mécontentement face aux appareils existants qui sont insuffisants pour faire une véritable création en matière de lumière. Dans « Le Costume » il impose un costume traditionnel qui soit le même pour toutes les pièces. Dans « La Scène - La Salle », il propose de séparer la binarité scène/salle pour « un lieu unique, sans cloisonnement, ni barrières d'aucunes sortes, et qui deviendra le théâtre même de l'action ». Puis après avoir évoqué de nombreux autres aspects, comme « Le Décor », « L'Actualité » ou « Le Cinéma », mais en les développant moins, il expose son programme des premières pièces à représenter. Celles-ci proviennent de nombreuses sources, il évoque ainsi le théâtre élisabéthain, Léon-Paul Fargue, Zohar, Barbe-Bleue, la Bible, le Marquis de Sade, le romantisme et Woyzeck.

### Lettres sur la cruauté
Trois lettres écrites en 1932 y sont regroupées. Les deux premières étaient destinées à Jean Paulhan et la troisième à André Rolland de Renéville. Dans celles destinées à Jean Paulhan il précise sa définition de la cruauté, il dit notamment qu'il « emploie le mot de cruauté dans le sens d'appétit de vie, de rigueur cosmique et de nécessité implacable, dans le sens gnostique de tourbillon de vie qui dévore les ténèbres, dans le sens de douleur hors de la nécessité inéluctable de laquelle la vie ne saurait s'exercer ». La troisième lettre est une réponse à Renéville qui avait présenté des objections à l'utilisation du terme de cruauté pour définir ce que cherche Artaud.

### Lettres sur le langage
Dans ces trois lettres, qui sont destinées, pour la première, à Benjamin Crémieux et, pour les trois suivantes, à Jean Paulhan, Artaud définit plus précisément son rapport au langage. Il écrit la première pour condamner une définition du théâtre que Crémieux avait défendu dans un article. Artaud évoque principalement le rôle du langage qui doit « céder la place au langage par signe ». Il conclut en affirmant que « la plus haute idée du théâtre qui soit est celle qui nous réconcilie philosophiquement avec le Devenir ». Dans les trois lettres suivantes, il redéfinit plusieurs aspects du théâtre de la cruauté auxquels Paulhan offre des objections.

### Le théâtre de la cruauté (Second manifeste)
Le second manifeste du théâtre de la cruauté avait été publié en 1933 par les éditions Denoël et Steele. Dans la première moitié du texte, après une rapide introduction où l'auteur définit le théâtre de la cruauté en disant qu'il « a été créé pour ramener au théâtre la notion d'une vie passionnée et convulsive ». Puis il développe son propos en deux parties, une sur le fond, l'autre sur la forme. Dans la première, plus courte, il évoque surtout les thème de ce théâtre qui sont « cosmiques, universels, interprétés d'après les textes les plus antiques ». Dans la partie sur la forme il évoque tout ce qu'il avait précédemment proposé dans son premier manifeste. La seconde moitié et une présentation du premier spectacle que projette Artaud et qui devrait s'appeler « La Conquête du Mexique ».

### Un athlétisme affectif
Artaud compare le comédien et l'athlète dans cet article destiné à la revue des Mesures. Il estime ainsi que le comédien est un « athlète du cœur ». Celui-ci doit avoir un contrôle absolu de son corps pour exprimer son affectivité. Il justifie cette approche par une analyse matérialiste de l'âme et des sentiments. Il approfondit notamment une réflexion sur le souffle qui appuie, selon lui, le corps. Il distingue six types de souffles différents, ainsi qu'un septième, supérieur, la Guna. Il insiste ensuite sur la nécessité du contrôle physique de soi pour pouvoir contrôler ses souffles et susciter de l'émotion grâce à eux.

### Deux Notes

#### I - Les Frères Marx
Cette note publiée en 1932 dans La Nouvelle Revue Française est un éloge de l'auteur envers les Marx Brothers. Il évoque certains de leurs films comme Monckey Business et Animal Crackers pour leur « magie » qui offre un travail particulièrement esthétique de l'image et du son. Il souligne aussi le fait que ces artistes aient perçus le côté euphorisant mais surtout dangereux de l'art.

#### II - Autour d'une mère
Dans cette note publiée en 1935 dans La Nouvelle Revue Française il loue ce spectacle de Jean-Louis Barrault adapté de Tandis que j'agonise de William Faulkner. Artaud admire que Barrault ait réussi à offrir un caractère sacré et rituel à cette pièce grâce au geste et à l'esthétique du mouvement. Il le compare au théâtre balinais, et estime même qu'il a ressuscité l'esprit de cette esthétique théâtrale.

## Postérité
Cet ouvrage a influencé un très grand nombre de penseurs et metteurs en scène. C'est ainsi le cas de Derrida qui a beaucoup écrit sur Artaud. Le théoricien du théâtre Grotowski a aussi été influencé par les théories d'Artaud. Peter Brook a même créé une compagnie qui porte le nom du théâtre de la cruauté, avec laquelle il a créé son spectacle US.